# Книга из Лландафа

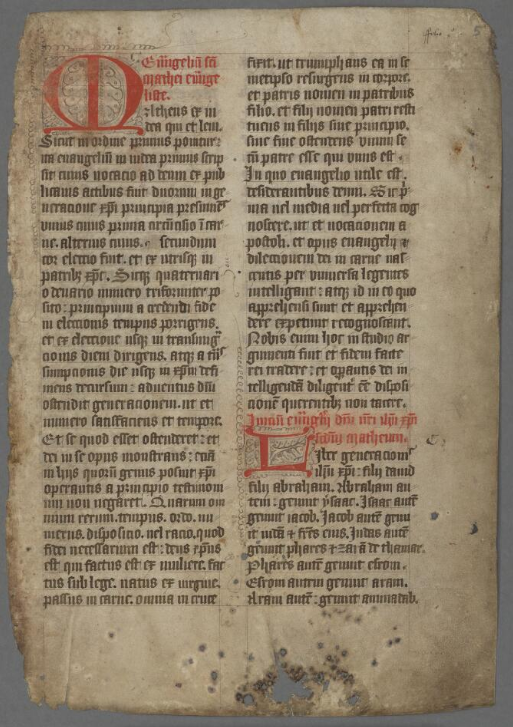
Liber Lanavensis f.5r

Книга из Лландафа (англ. Book of Llandaff, лат. Liber Landavensis, валл. Llyfr Llandaf, Llyfr Llan Dâv, Llyfr Teilo) — картулярий Лландафского собора, сборник документов XII века, относящихся к истории Лландафской епархии в Уэльсе. Он написан в основном на латыни, но также содержит значительное количество древне- и средневаллийских имён и маргиналий.

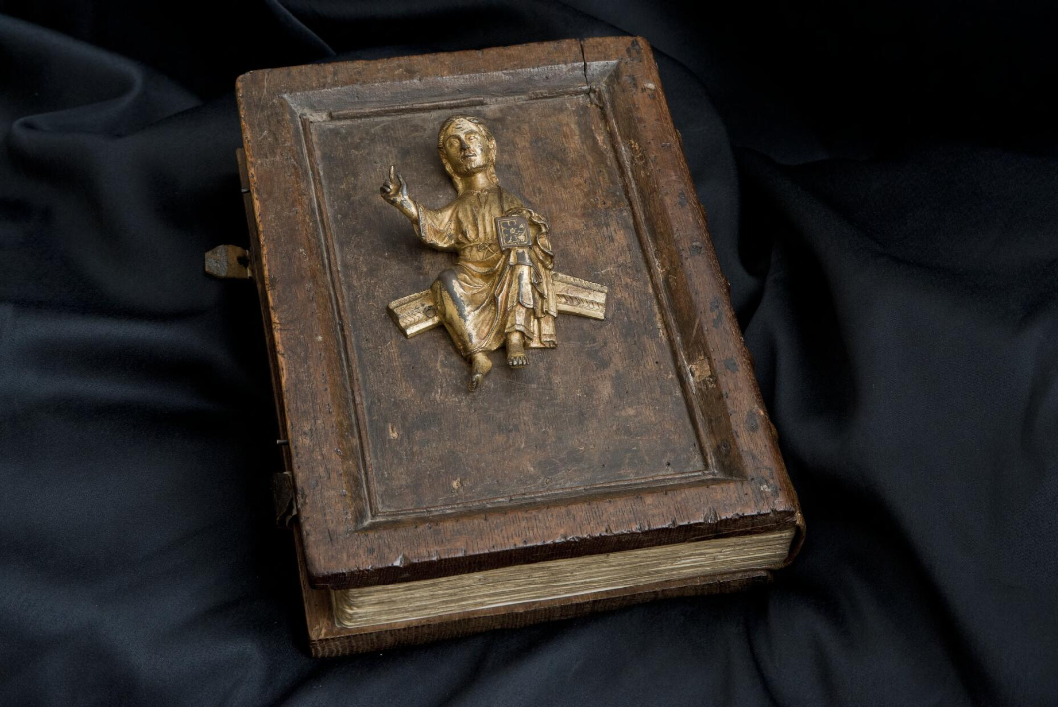
Деревянный переплёт с металлической фигурой

## История
Работа была составлена около 1125 года неизвестным чиновником в Лландаффском соборе. Она содержит многочисленные записи, охватывающие пятисотлетнюю историю епархии, в том числе биографии или жития святых Дубриция, Тейло и Удоцея и, что наиболее важно для исторических исследований, 149 хартий о предоставлении земли. Эти Лландафские хартии содержат подробную информацию о передаче собственности собору от различных местных королей и других знатных персон с конца VI до конца XI века (около 40% относятся к VIII веку и 20% к концу IX века). Рукопись включает в себя документ Fraint Teilo на оригинальном средневаллийском языке с лицевой латинской версией, важный источник для изучения раннего средневаллийского языка; хотя он был записан в начале XII века, орфография предполагает значительно более раннее происхождение.
Книга была составлена из ранее существовавшего собрания девяти хартийных групп, первоначально записанных в Евангельские книги, и, по-видимому, была выпущена, чтобы помочь в епархиальных пограничных спорах епископа Урбана с епархиями Святого Давида и Херефорда. Поэтому многие из предполагаемых ранних уставов были «отредактированы» в интересах Лландафа. Они также не датированы, и многие из них повреждены. Однако благодаря тщательному изучению этих документов профессор Венди Дэвис реконструировала большую часть исходного текста и рассчитала вероятные временные рамки.
Рукопись в XVII веке попала в руки семьи Дэвис из Лланерха, пока не была приобретена Национальной библиотекой Уэльса в 1959 году. Это 168-страничный том с двумя колонками, переплётенный между дубовыми досками.

## Переплёт
Книга Лландаффа переплетена в толстые дубовые доски с прямоугольными краями и утопленными центральными панелями. Нижняя доска, которая, вероятно, является оригиналом XII века, свидетельствует о том, что она была покрыта тонким слоем серебра, и это всё, что осталось от самого раннего переплета. Фигура Христа во славе из позолоченной бронзы, украшавшая нижнюю обложку, была добавлена в середине XIII века и с 1981 года хранится отдельно от тома в отдельной коробке. Фрагменты тонкой серебряной пластины сохранились вместе с рисунком, а отверстия от гвоздей в доске указывают на то, что когда-то она была полностью закрыта. Контур мандорлы с соответствующими отверстиями в утопленной панели предполагает, что к ней был прикреплен более ранний орнамент.
В 1696 году Роберт Дэвис из Гвисани восстановил Книгу Лландафа. На верхней доске имеется надпись из маленьких латунных гвоздей с небольшими следами эмали. Надпись гласит: "Librum hunc temporis injurias passum novantiquo tegmine muniri curavit / R.D. / A° 1696".
Позолоченная бронзовая фигурка Христа во славе имеет размеры 17,1 х 11,4 х 3 см. Нил Стратфорд, хранитель средневековых и более поздних древностей в Британском музее, описал фигуру Лландафа как «уникальный пережиток крупного английского бронзового литья третьей четверти XIII века…».